# Хеннесси, Дэвид
Дэвид Хеннесси (1858 — 16 октября 1890) — начальник полиции Нового Орлеана. Покушение на его жизнь, приведшее к смерти Хеннесси, привело к сенсационному по своим масштабам судебному процессу. Ряд вынесенных оправдательных приговоров привёл к крупному протесту, и на следующий день тюрьма, где содержались обвиняемые, была окружена огромной толпой. Тюремные двери были выломаны, после чего 11 из 19 итальянцев, обвинявшихся в причастности к убийству Хеннесси, были подвергнуты линчеванию. Лидеры толпы оправдывали суд Линча тем, что присяжные, вынесшие на суде оправдательный вердикт, были подкуплены, хотя только шесть из подвергнутых линчеванию лиц прошли через судебный процесс. Кроме 11 жертв линчевания в ходе беспорядков пострадали также и пятеро других заключённых: они получили тяжёлые ранения и вскоре умерли. Чарльз Матранга, которого подозревали в организации убийства, выжил. Высокая комиссия провела расследование и оправдала тех, кто принимал участие в линчевании. Слово «мафия» вошло в употребление в американском обществе по причине широкого освещения газетами суда и дальнейшего линчевания подозреваемых в убийстве Хеннесси. Правительство Соединённых Штатов выплатило Италии компенсацию в размере 25 тысяч долларов для восстановления испорченных отношений с этой страной вследствие антиитальянских настроений, охвативших всю Америку. Дело о линчевании стало сюжетом телефильма 1999 года «Вендетта» с Кристофером Уокеном.

## Биография
Дэвид Хеннесси родился в семье Маргарет и Дэвида Хеннесси-старшего, проживавших в Новом Орлеане на улице Жиро.
Поступил на службу в новоорлеанскую полицию в 1870 году в качестве курьера. Будучи ещё подростком, он поймал двух взрослых воров во время совершения преступления, избил их голыми руками и привёл в полицейский участок. В возрасте двадцати лет получил звание детектива. В 1881 году вместе со своим кузеном Майклом Хеннесси арестовал международного итальянского преступника и эмигранта Джузеппе Эспозито. Эспозито был объявлен в розыск в Италии по делу о похищении британского туриста, которому отрезал ухо, а также за ряд других преступлений. Эспозито был депортирован в Италию, где его приговорили к пожизненному заключению.
В 1882 году Хеннесси судили за убийство новоорлеанского главного детектива Томаса Деверо. В своё время оба они были кандидатами на эту должность. Хеннесси защищал себя сам и был признан невиновным. Впоследствии Хеннесси покинул департамент и устроился на работу в частную охранную фирму, которой де-факто были предоставлены полицейские полномочия в городе. Занимался организацией безопасности во время проходившей в Новом Орлеане Всемирной выставки 1884—1885 годов. В статье в «Нью-Йорк Таймс» отмечается, что люди Хеннесси были «одеты в аккуратную униформу и были красивыми, интеллигентными людьми, значительно превосходившими регулярные формирования города».
Порт Нового Орлеана в то время был ареной противостояния между двумя итальянскими мафиозными кланами, Матранги и Провенцано. Закупщик фруктов Джозеф Мачека, объединившийся с семьёй Матранга, был также лидером итальянской коммуны и местного отделения популярной в городе Демократической партии. В 1888 году Джозеф Шекспир, кандидат от Демократической ассоциации молодёжи, победил на выборах мэра Нового Орлеана при поддержке республиканцев, потеснив тем самым позиции «регулярной» фракции демократов. Шекспир сразу же назначил Хеннесси шефом полиции города. К моменту его назначения полиция Нового Орлеана (по мнению местной прессы) была «некомпетентна и изъедена коррупцией», однако под его руководством ситуация начала улучшаться.

## Убийство

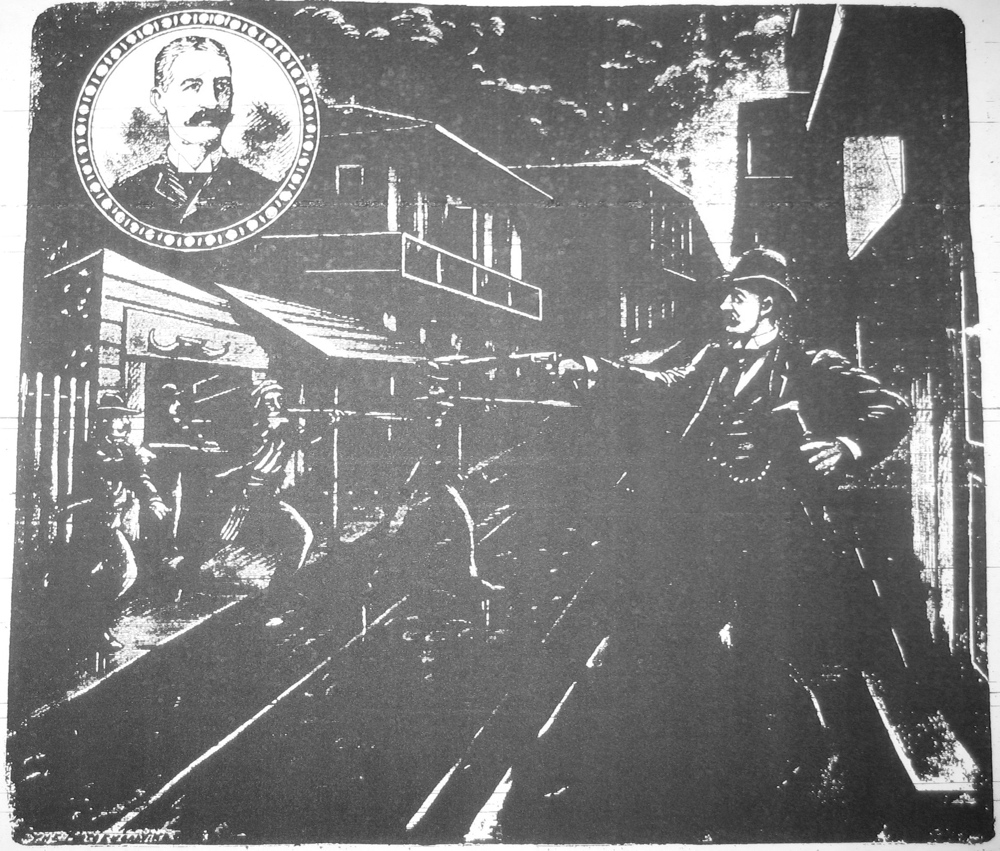
Рисунок одной из местных газет, изображающий сцену убийства Хеннесси.

Хеннесси был убит 15 октября 1890 года недалеко от собственного дома, когда возвращался с собрания руководства полиции, проходившего в очень поздний час. За некоторое время до этого он арестовал нескольких членов семьи Провенцано, а в конце недели собирался дать новые показания — якобы уже против Матранга, тем самым доказав невиновность Провенцано; его убийцы могли иметь целью не позволить ему дать эти показания, и в свете его предполагаемых планов подозрение должно было падать уже на Матранга, хотя один полицейский, бывший другом Хеннесси, утверждал, что тот говорил ему об отсутствии у него подобных планов.
Под подозрением сразу же оказался Мачека, высказывавший определённые угрозы в адрес шефа полиции незадолго до убийства. Все пять обнаруженных на месте преступления единиц оружия были записаны на членов семьи Провенцано. Хеннесси ответил нападавшим огнём и после ранения некоторое время преследовал их; затем потерял сознание, но пришёл в себя в больнице через несколько часов после покушения. Он разговаривал со своими коллегами, но не назвал имён нападающих. На следующий день из-за начавшегося осложнения он скончался. Якобы последними его словами, которые он прошептал капитану Уильяму О’Коннору, были: «Это сделали даго». Слово «даго» использовалось в качестве жаргонного обозначения лиц итальянского происхождения, поэтому местные газеты распространили информацию, что убийцами были итальянцы.

## Последствия

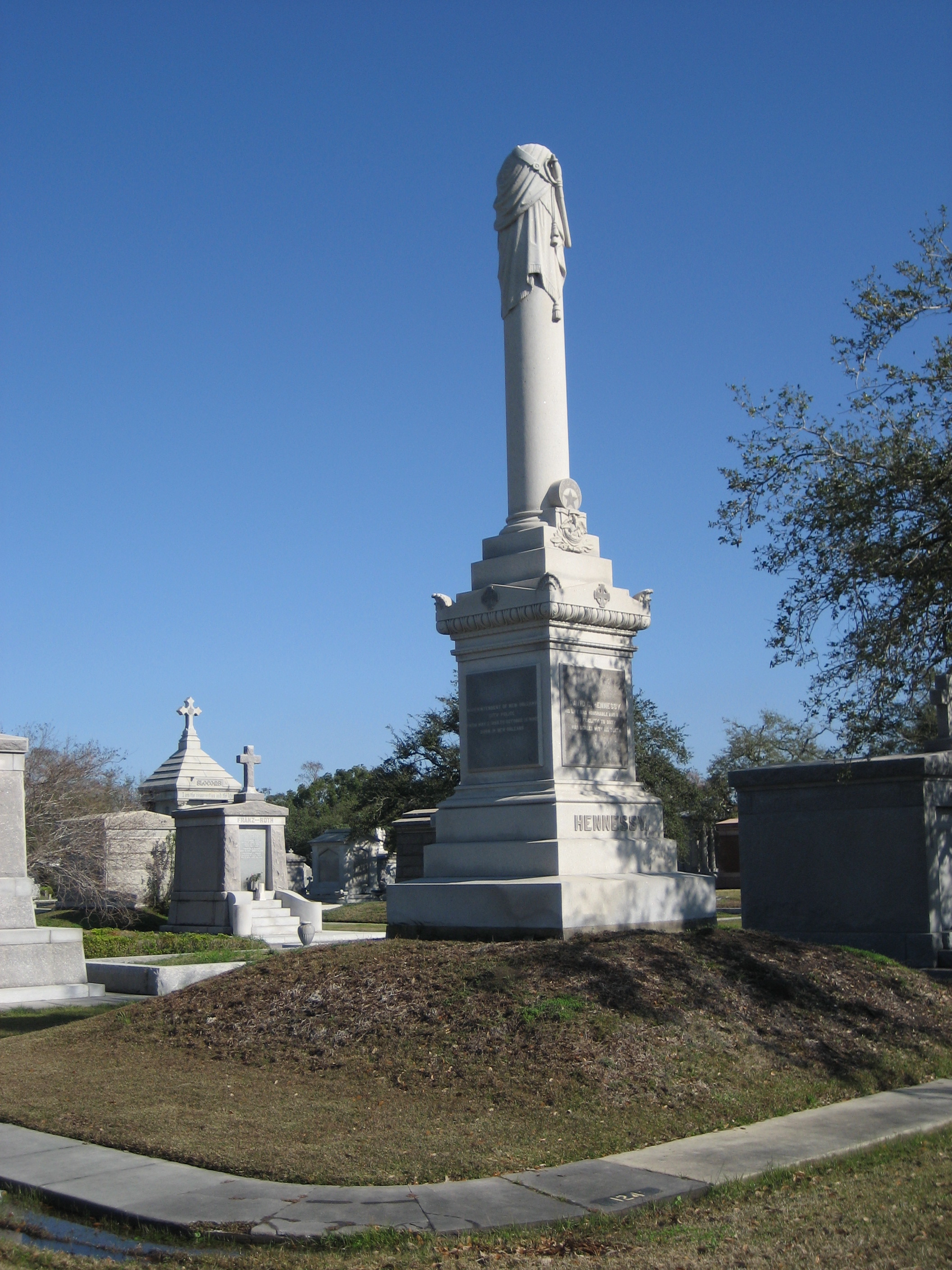
Мемориал Хеннесси.

Убийство Хеннесси стало первым инцидентом, связанным с мафией, который получил широкую огласку в Соединённых Штатах. Первой реакцией со стороны городских властей стал арест 250 итальянцев. 18 октября по приказу мэра был сформирован «Комитет Пятидесяти» для расследования совершённого преступления. Его члены разослали письма с угрозами в итальянскую коммуну и определили «систему секретных и анонимных доносов». Некоторые из последних могли быть мотивированы желанием получить вознаграждение, обещанное мэром. Детектив из сыскного агентства Пинкертона выдавал себя за заключённого в связи с подделкой документов, поэтому другие заключённые могли разговаривать с ним откровенно. Один из заключённых, Эмануэле Полицци, рассказал детективу, что Мачека и Чарльз Матранга, босс семьи Матранга, были в сговоре касательно убийства.
В то время газеты уже называли Мачеку заказчиком преступления и отмечали, что Хеннесси перед своим убийством собирался разоблачить его деятельность по подделке документов и рэкету. Даже бывшие союзники Мачеки по так называемой «фракции Кольца», такие как автомобильный магнат Джеймс Хьюстон, отошли в тень, дабы не быть обвинёнными в сговоре с ним. 13 декабря большое жюри присяжных предъявило обвинение 19 итальянцам. Шестеро из них были связаны с семьёй Матранга, включая его самого и Мачеку. Другие 13 не были замечены до этого в криминальных связях. Многие из имён были названы именно «Комитетом Пятидесяти». Председатель большого жюри присяжных вместе с ещё одним из присяжных были также членами и спонсорами этой группы.
Суд над девятью подозреваемыми происходил в период с 16 февраля по 13 марта 1891 года по председательством судьи Джошуа Бейкера. В ходе процесса было установлено, что Полицци был невменяемым по причине своего психического состояния, поэтому его показания не были приняты во внимание. Также Полицци пытался выпрыгнуть из окна офиса шерифа — возможно, ради того, чтобы избежать необходимости давать показания в суде. В отношении трёх обвиняемых не было вынесено единогласного решения присяжных: Антонио Скаффиди, Эммануэлло Полицци и Пьетро Монастерио. Четверо обвиняемых были признаны невиновными: Джозеф Мачека, Антонио Багнетто, Антонио и Гаспери Марчезе. Матранга и Бастиан Инкардона, его заместитель в руководстве семьёй Матранга, были признаны невиновными по основным обвинениям за недостаточностью улик против них. Газеты же в это время начали обвинять жюри присяжных во взяточничестве, хотя члены жюри сами взялись защищать свои приговоры, объясняя, что они были вынесены на основании именно тех доказательств, которые были представлены в ходе судебного процесса.

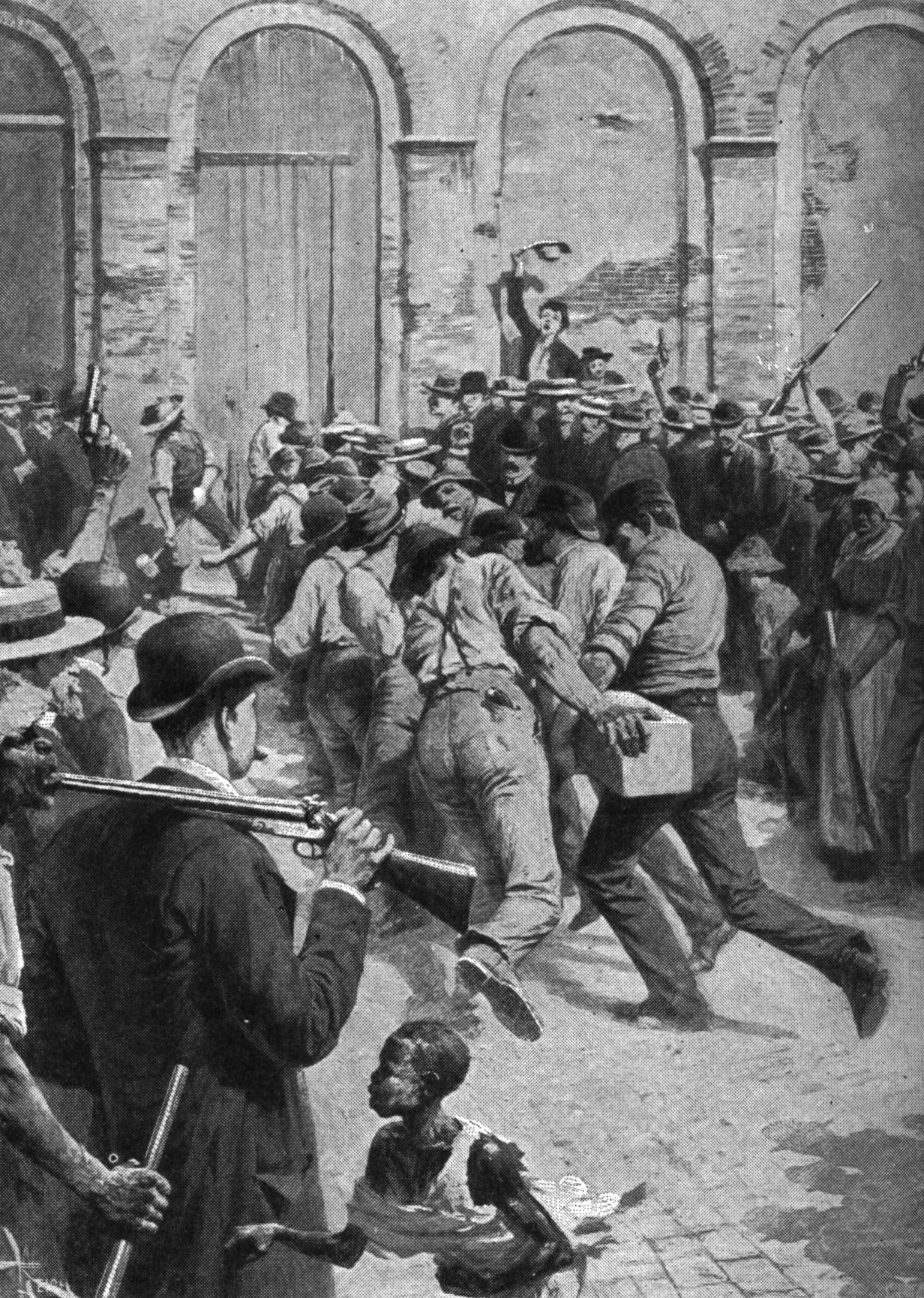
Рисунок 1891 года, изображающий штурм толпой тюрьмы с предполагаемыми убийцами Хеннесси.

Уильям Паркенсон, руководитель «фракции Бурбонов», и несколько членов «Комитета Пятидесяти» ответили на такие оправдательные приговоры призывом к митингу возле статуи Генри Клея. Одна из газет в то время писала: «Вставайте, возмущённые граждане Нового Орлеана… Мирно, если вы сможете, насильственно, если так будет нужно!». В экстренном выпуске, распространявшемся на митинге под заголовком «Кто подкупил жюри?», Паркенсон писал, что требует «исправить недостатки системы правосудия», которые возникли в связи с подкупом жюри присяжных. Выкрикивая лозунг «Смерть даго», большая толпа взяла штурмом приходскую тюрьму. Одиннадцать из девятнадцати мужчин, обвинённых в убийстве Хеннесси, были подвергнуты линчеванию.
Хотя на улице находились тысячи демонстрантов, непосредственно убийства были совершены относительно небольшой и дисциплинированной группой лиц, возглавленной лидерами толпы, — предположительно это были двенадцать человек из объединения «Расстрельный отряд», возглавляемого Паркенсоном. Линчеванию были подвергнуты Полицци, Скаффиди, Монастерио, оправданные Мачека, Антонио Марчезе и Багнетто, а также Рокко Жераси, Франко Ромеро, Чарльз Трейн, Лоретто Комицци и Джеймс Карузо, не имевшие отношения к этому делу. Матранга позже заявил, что избежал расправы благодаря тому, что спрятался под своим матрасом. Выжил также Инкардона.
На первой полосе «Нью-Йорк Таймс» было размещено сообщение: «За шефа Хеннесси отомстили… Итальянские убийцы наказаны». «Итальянцы взяли закон в свои руки, и у нас не было другого выбора, кроме как сделать то же самое», — заявил мэр Шекспир. Опрос американских газет выявил, что 42 % респондентов поддерживают линчевания, а 58 % — нет. Взгляды жителей Востока и Среднего Запада на это событие были довольно критическими. Большое жюри отказалось предъявить обвинение какому-либо лицу из участвовавших в линчевании на том основании, что ответственность была коллективной, поскольку в беспорядки было вовлечено довольно большое число людей.
После линчевания американские газеты начали писать, что Италия может ответить на событие морской атакой по Соединённым Штатам. Тысячи американцев в ответ на это записались добровольцами на военную службу. Со времён Гражданской войны это дело, по мнению одного из источников, впервые объединило чувства жителей Севера и Юга. В итоге дело было улажено выплатой Италии компенсации размером в 25 тысяч долларов. Шекспир лишь с небольшим недобором голосов проиграл перевыборы 1892 года, чему поспособствовал именно итальянский фактор.
Освещение в прессе убийства Хеннесси и последовавшего суда Линча над предполагаемыми убийцами было отмечено антиитальянской риторикой и считается не соответствующим журналистским стандартам. Почти безапелляционно предполагалось, что подвергнутые линчеванию мужчины были убийцами и членами мафии, заслужившими свою участь. С тех пор многие историки подвергли сомнению это предположение. Хеннесси был похоронен на кладбище Метайре в Новом Орлеане.